# Paul Levitz

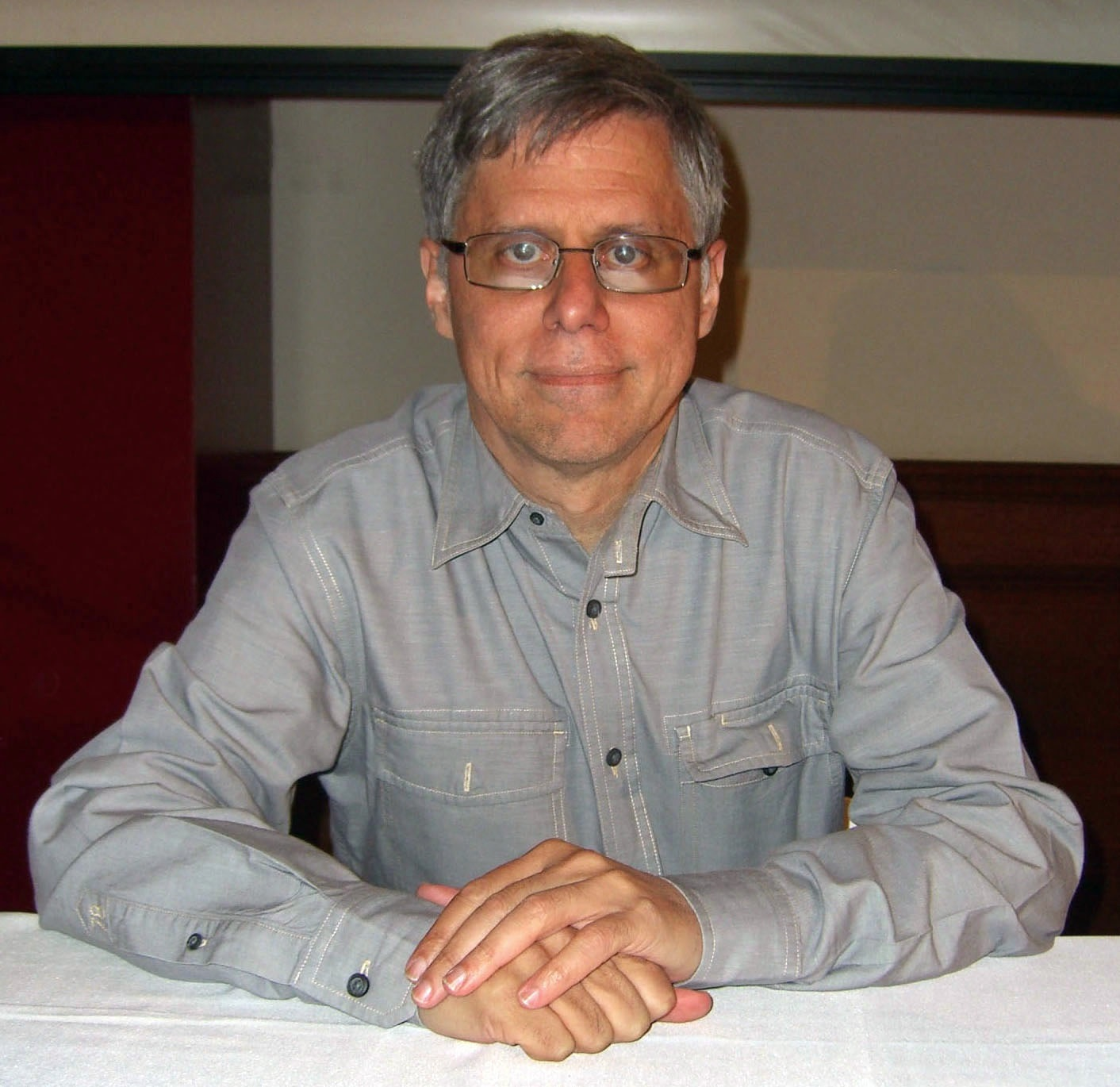
Paul Levitz (2012)

Paul Levitz (* 21. Oktober 1956 in Brooklyn, New York City) ist ein US-amerikanischer Verlagsleiter und Comicautor. Levitz war von 2002 bis 2009 Leiter des Verlages DC-Comics, einem Tochterunternehmen des Time-Warner-Konzerns.

## Leben
Paul Levitz ist Sohn von Hannah und Alfred Levitz. Nach dem Besuch der Stuyvesant High School begann er, an der Universität seiner Heimatstadt, der New York University, zu studieren. Er brach sein Studium vorzeitig ab, um eine ihm angetragene Vollzeitstelle als Verlagsredakteur bei DC-Comics anzunehmen, wo er ab Mitte der 1970er Jahre bis 2009 als einer der wichtigsten Mitarbeiter des Verlages fungierte: Als Redakteur, Vizepräsident und schließlich Präsident von DC war Levitz knapp drei Jahrzehnte an leitender Stelle verantwortlich für die Geschicke einiger der berühmtesten Comicfiguren überhaupt, so von Superman, Batman, Wonder Woman, dem Sumpfding oder Green Lantern.
Gemeinsam mit seiner langjährigen Chefin Jenette Kahn und mit dem Managing Editor von DC, Dick Giordano, war Levitz verantwortlich für die Generalüberholung zahlreicher Serien und Figuren im Bestand von DC in den 1980er Jahren, die auf Weisung von Kahn/Levitz/Giordano von solchen Autoren und Zeichnern wie John Byrne, Alan Moore, Frank Miller, George Pérez, Keith Giffen und Marv Wolfman von ihren jahrzehntealten Vorgeschichten befreit und der neuen Zeit angepasst wurden.
Als Verlagspräsident und -vizepräsident war Levitz zudem in maßgeblicher Weise mitverantwortlich für die Koordination und Organisation der cineastischen und televisionären Adaption zahlreicher DC-Stoffe durch Kinofilme und Fernsehserien, die zumeist von anderen Tochtergesellschaften von Time Warner wie etwa Warner Brothers umgesetzt wurden. So etwa die Batman- und Superman-Filme der 1970er und 1980er Jahre, die Batman-Filme der 1990er Jahre, Filme wie V for Vendetta oder Liga der außergewöhnlichen Gentlemen, Zeichentrickserien wie Batman: The Animated Series oder die Jugendserie Smallville.
Als Autor erlangte Levitz vor allem Aufmerksamkeit für seine langjährige von 1974 bis 1989 dauernde Autorenschaft der Serie The Legion of Super-Heroes um eine Gruppe jugendlicher Superhelden aus dem 30. Jahrhundert. Eine andere bedeutende Serie, für die Levitz arbeitete, war die All-American Comics, für die er die Features Justice Society und Lucien the Librarian schrieb, wobei ihm Joe Staton beziehungsweise Nestor Redondo als Zeichner zur Seite gestellt wurden.
Levitz ist seit 1980 verheiratet, hat drei Kinder und lebt in Chappaqua, New York.